# Liesle
Liesle település Franciaországban, Doubs megyében. Lakosainak száma 558 fő (2022. január 1.). Liesle Fourg, Champagne-sur-Loue, Chissey-sur-Loue és Buffard községekkel határos.

## Népesség
A település népességének változása:
| Lakosok száma | 546  | 495  | 572  | 529  | 516  | 522  | 533  | 543  | 548  | 558  |
|               | 1968 | 1982 | 1990 | 2006 | 2013 | 2015 | 2017 | 2019 | 2020 | 2022 |